# ÖFB-Cup 1996-1997
La ÖFB-Cup 1996-1997 è stata la 63ª edizione della coppa nazionale di calcio austriaca.

## Ottavi di finale
| Squadra 1              | Risultato       | Squadra 2          |
| ---------------------- | --------------- | ------------------ |
| 1º novembre 1996       |                 |                    |
| Wiener SC              | 3 - 0           | Ried               |
| 2 novembre 1996        |                 |                    |
| Gerasdorf Stammersdorf | 3 - 3 (4-5 dtr) | Grazer AK          |
| WSG Swarovski Tirol    | 1 - 3           | Austria Salisburgo |
| Austria Lustenau       | 2 - 2 (4-3 dtr) | Admira/Wacker      |
| Kottingbrunn           | 1 - 5           | LASK               |
| Linz                   | 0 - 2           | Tirol Innsbruck    |
| Spittal/Drau           | 0 - 2           | Sturm Graz         |
| First Vienna           | 3 - 0           | Leoben             |

## Quarti di finale
| Squadra 1        | Risultato | Squadra 2          |
| ---------------- | --------- | ------------------ |
| 8 aprile 1997    |           |                    |
| Grazer AK        | 0 - 1     | First Vienna       |
| Austria Lustenau | 2 - 3     | Sturm Graz         |
| Wiener SC        | 0 - 1     | Austria Salisburgo |
| Tirol Innsbruck  | 0 - 1     | LASK               |

## Semifinale
| Squadra 1     | Risultato       | Squadra 2          |
| ------------- | --------------- | ------------------ |
| 6 maggio 1997 |                 |                    |
| First Vienna  | 2 - 2 (8-7 dtr) | Austria Salisburgo |
| LASK          | 0 - 1           | Sturm Graz         |

## Finale
| Squadra 1      | Risultato | Squadra 2  |
| -------------- | --------- | ---------- |
| 27 maggio 1997 |           |            |
| First Vienna   | 1 - 2     | Sturm Graz |